# 黑勢力
《黑勢力》 （內地名《再見古惑仔》），是一部2008年香港黑幫電影，採用真實黑社會用語及真實檔案，由司徒慧焯編劇，鍾少雄執導，王晶、向華強、陳明英監制，2008年1月31日於香港上映。陳鴻烈生前最後一部電影。

## 故事大綱
九十年代香港最大的社團之一（洪勝）雄霸尖東及九龍新界，石屎釘（陳小春）就是憑拳頭在這個時候打出天下，然而也在他最風光的時候因罪入獄八年。
八年牢獄生涯令石屎釘有所改變， 出獄後欲跟兩個妹妹重過平常人生活，並與獄中好友九輝（洪天明）自組裝修公司，展開新生活，但退出江湖，談何容易．．．當年他的手下Johnny（陳寶轅），今日已經成為江湖一位新興的黑人物。  
由於，Johnny為人不擇手段，做事心狠手辣，令社團內不少元老早已看不慣其所為，因此，社團元老寶叔（王天林）極力遊說石屎釘重出江湖以取代Johnny的位置。
Johnny得悉此消息後決定先下手為強，綁架了石屎釘的兩個妹妹及輪姦，並打死了石屎釘的好友九輝，當石屎釘知悉此消息後，他再沒有讓自己繼續忍讓的理由，他決定救出兩個妹妹並向Johnny作出反擊，同時亦遇上要為女朋友向Johnny報仇的阿廣（黃德斌）……

## 演員
| 演員   | 角色    | 暱稱／關係                         |
| 陳小春 | 石屎釘  | 前洪勝頭目 大B、細B兄長            |
| 黃德斌 | 亞廣    | 小寶男朋友，波仔父親               |
| 陳寶轅 | Johnny  | 洪興社旺角堂主                     |
| 洪天明 | 九輝    | 石屎釘入獄時的同倉兄弟             |
| 陳鴻烈 | 張Sir   | 希望石屎釘不要再犯法入獄           |
| 梁敏儀 | 細寶    | 亞廣女朋友被JOHNNY出賣給友人強姦   |
| 李思蓓 | Yoyo    | 細寶從前的姊妹                     |
| 韋烈   | 海龍    | Johnny的社團合作伙伴               |
| 雷凱欣 | 大B     | 石屎釘妹妹被JOHNNY的手下在船廠輪姦 |
| 王子涵 | 細B     | 石屎釘妹妹被JOHNNY的手下在船廠輪姦 |
| 文頌嫻 | Miss 屈 | 大B，細B的學校老師                 |
| 王天林 | 寶叔    | 洪勝叔父                           |
| 陳家和 | 波仔    | 亞廣兒子                           |
| 段偉倫 | 黃Sir   | 張Sir同事                          |
| 林祥焜 | 火      | Johnny的手下                       |
| 湯馬士 | 阿鬼    | Johnny的手下                       |

## 外部連結
- 爛番茄上《黑勢力》的資料（英文）
- 香港影庫上《黑勢力》的資料（繁體中文）
- 開眼電影網上《黑勢力》的資料（繁體中文）
- 互联网电影数据库（IMDb）上《黑勢力》的资料（英文）
- 黑勢力（Hong Kong Bronx）- cinespot.com（页面存档备份，存于）